# العلاقات القطرية الكوبية
العلاقات القطرية الكوبية هي العلاقات الثنائية التي تجمع بين قطر وكوبا.

## مقارنة بين البلدين
هذه مقارنة عامة ومرجعية للدولتين:
| وجه المقارنة                                              | قطر           | كوبا                              |
| --------------------------------------------------------- | ------------- | --------------------------------- |
| المساحة (كم2)                                             | 11.44 ألف     | 109.88 ألف                        |
| عدد السكان (نسمة)                                         | 2.64 مليون    | 11.48 مليون                       |
| الكثافة السكانية (ن./كم²)                                 | 230.77        | 104.48                            |
| العاصمة                                                   | الدوحة        | هافانا                            |
| اللغة الرسمية                                             | اللغة العربية | اللغة الإسبانية                   |
| العملة                                                    | ريال قطري     | بيزو كوبي، بيزو كوبي قابل للتحويل |
| الناتج المحلي الإجمالي (بليون دولار)                      | 167.61 مليار  | 87.13 مليار                       |
| الناتج المحلي الإجمالي (تعادل القوة الشرائية) بليون دولار | 316.40 مليار  |                                   |
| الناتج المحلي الإجمالي الاسمي للفرد دولار أمريكي          | 73.65 ألف     |                                   |
| الناتج المحلي الإجمالي للفرد دولار أمريكي                 | 141.54 ألف    |                                   |
| مؤشر التنمية البشرية                                      | 0.850         | 0.769                             |
| رمز المكالمات الدولي                                      | +974          | +53                               |
| رمز الإنترنت                                              | .qa           | .cu                               |
| المنطقة الزمنية                                           | ت ع م+03:00   | 00                                |

## منظمات دولية مشتركة
يشترك البلدان في عضوية مجموعة من المنظمات الدولية، منها:
| علم المنظمة | اسم المنظمة                   | تاريخ انضمام قطر | تاريخ انضمام كوبا |
| ----------- | ----------------------------- | ---------------- | ----------------- |
|             | يونسكو                        | 27 يناير 1972    | 29 أغسطس 1947     |
|             | منظمة حظر الأسلحة الكيميائية  | ?                | ?                 |
|             | منظمة التجارة العالمية        | ?                | ?                 |
|             | الاتحاد البريدي العالمي       | ?                | ?                 |
|             | منظمة الشرطة الجنائية الدولية | ?                | ?                 |
|             | الأمم المتحدة                 | 21 سبتمبر 1971   | 24 أكتوبر 1945    |
|             | الاتحاد الدولي للاتصالات      | 27 مارس 1973     | 16 يناير 1918     |
|             | المنظمة الهيدروغرافية الدولية | ?                | ?                 |

## وصلات خارجية
- موقع وزارة الخارجية القطرية
- موقع وزارة الخارجية الكوبية